# Путнам (окръг, Охайо)
Окръг Путнам (на английски: Putnam County) е окръг в щата Охайо, Съединени американски щати. Площта му е 1254 km², а населението - 34 726 души (2000). Административен център е град Отава.